# Edytor tekstu

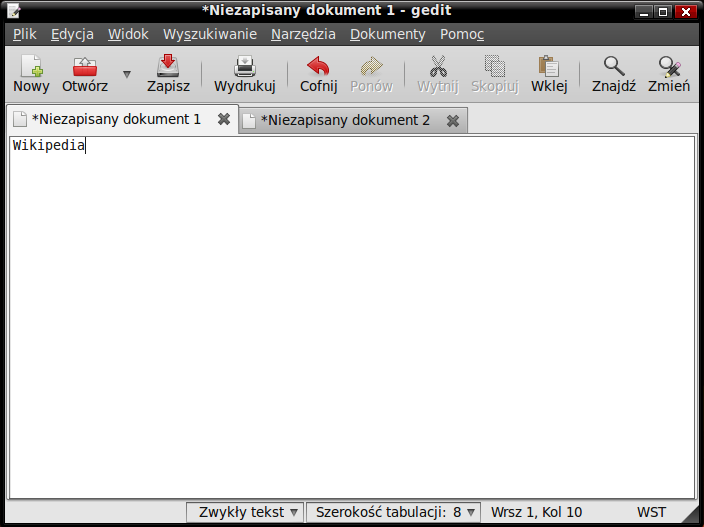
Edytor tekstu Gedit

Edytor tekstu – program komputerowy służący do redagowania tekstów. Ukierunkowany jest zasadniczo na samo wprowadzanie lub edycję tekstu, a nie na nadawanie mu zaawansowanych cech formatowania (do czego służy procesor tekstu). W zależności od zastosowań, edytory tekstu nie mają w ogóle możliwości zajmowania się wyglądem i formatowaniem tekstu, skupiając się tylko na wprowadzaniu samych znaków, lub też mają te możliwości bardzo ograniczone.
Edytory tekstu, podobnie jak programy wielu innych kategorii, mogą być zarówno proste (posiadający funkcje podstawowe, wystarczające do napisania zwykłego tekstu), jak i skomplikowane (umożliwiający operacje blokowe, podświetlanie składni, makra itp.). Przykładowymi edytorami tekstu w środowisku Unix są vi oraz napisany przez Richarda Stallmana Emacs, natomiast jednym z zaawansowanych edytorów pracujących w trybie znakowym dla DOS jest Aurora.
Prekursorem edytorów tekstu był automat organizacyjny o podobnych funkcjach, ale bez komputera i o mniejszych możliwościach.
Edytory tekstu, które nie wyświetlają automatycznie aktualizowanego tekstu na ekranie i pozwalają tylko na edycję poszczególnych linii, są nazywane edytorami wierszowymi. Przykładami takich programów są TECO, ed i wzorowany na nim edlin. Obecnie ich użycie ogranicza się do skryptów oraz sytuacji, w których inne edytory nie są dostępne.
Przeciwieństwem edytorów wierszowych są edytory ekranowe, które wyświetlają aktualizowany na bieżąco tekst. Do pierwszych takich programów należą oryginalne implementacje Emacsa i vi.

## Kolorowanie składni
Kolorowanie składni jest funkcją wbudowaną w większość współczesnych edytorów. W zależności od przeznaczenia edytora lub ustawionych opcji edytor koloruje specyficzne dla danego języka programowania elementy składni.
Dla HTML będzie to na przykład:
```
<
head
>

<
script
 
type
=
"text/javascript"
>

```

Dla PHP:
```
echo

include

```

Dla Pascala:
```
begin

  
writeln

end
.

```